# Oralna hormonska kontracepcija
Oralna hormonska kontracepcija (OHK) jedna je od najpouzdanijih metoda planiranja obitelji, a podrazumijeva redovito uzimanje tableta koje sadrže kombinaciju hormona estrogena i progestagena. Kada se pravilno uzima, ova kombinacija mijenja menstrualni ciklus tako da sprječava ovulaciju i onemogućava zatrudnjivanje. 
Prema podacima iz primarne zdravstvene zaštite, u Hrvatskoj oko 10% žena reproduktivne dobi koristi mogućnost posjeta ginekologu radi savjetovanja o planiranju obitelji ili propisivanja kontracepcijskog sredstva. Procjenjuje se da 8% žena reproduktivne dobi u Hrvatskoj uzima kontracepcijske tablete. Najčešće se propisuju oralni kontraceptivi (75,5%) i intrauterini ulošci (12,9%).

## Djelovanje i upotreba
Oralna hormonska kontracepcija sprječava ovulaciju inhibicijom folikula stimulirajućeg hormona (FSH) i luteinizirajućeg hormona (LH), mijenja gustoću cervikalne sluzi i usporava prolazak jajašca kroz jajovode. Pod utjecajem gestagena cervikalna sluz postaje gušća, oskudnija te manje rastezljiva, što onemogućuje transport spermija. Također, stanjuje se sluznica maternice, odnosno stvara atrofični endometrij koji nije kvalitetan za implantaciju jajne stanice.
Oralna hormonska kontracepcija uzima se u ciklusima od 28 dana, svaki dan u isto vrijeme. Ako se s upotrebom započne na prvi dan mjesečnice, tada započinje i njihova zaštita, a ako se započne bilo koji drugi dan mjesečnice, potrebno je koristiti dodatnu zaštitu barem tjedan dana. Tablete u kutijama najčešće su označene brojevima ili danima u tjednu kako bi se olakšala upotreba. Većina oralnih kontraceptiva u pakiranju sadrži 21 aktivnu tabletu s hormonima i 7 placebo tableta, dok neke novije vrste u blisteru imaju 24 aktivne i 4 placebo tablete. Tijekom uzimanja placebo tableta dolazi do krvarenja nalik mjesečnici uzrokovanog padom razine hormona, no kako nema ovluacije zaštita od trudnoće traje tijekom cijelog ciklusa. Ako se OHK primjenjuje u potpunosti u skladu s uputama, rizik od trudnoće iznosi 0,3%, dok uz prosječnu (nedosljednu) primjenu iznosi 8%. Danas se smatra da pauza, odnosno placebo tablete nisu potrebne te da se aktivne tablete s hormonima mogu primjenjivati kontinuirano, što ima i određene prednosti.

## Povijest
Početak razvoja OHK veže se za 19. stoljeće, kada je utvrđeno da za vrijeme trudnoće izostaju razvoj folikula i ovulacija. To je potaknulo razmišljanja da bi umjetno proizvedeno stanje nalik trudnoći moglo uzrokovati privremeno mirovanje jajnika. Godine 1921. godine austrijski znanstvenik Ludwig Haberlandt prvi putaje oralno primijenjenim ekstraktima jajnika uspio suprimirati ovulaciju u laboratorijskih životinja. 1930-ih otkriveni su i izolirani steroidni hormoni, određena je njihova struktura te je utvrđeno da visoke doze estrogena, progesterona i androgena dovode do inhibicije ovulacije. Prvi oralno aktivni sintetski estrogen etinilestradiol (EE) sintetiziran je 1938. godine, kao i prvi oralno aktivni gestagen etisteron.
U medicinskoj literaturi OHK okvirno je grupirana u generacije prema datumu uvođenja i sastavu. 
- OHK prve generacije najčešće se definiraju kao one koje sadrže progestine noretinodrel, noretisteron, noretisteron acetat ili etinodiol acetat, ili sve koje sadrže ≥ 50 µg etinilestradiola. Kao posljedica visoke doze estrogena i progesterona, ova skupina OHK mogla je izazvati neželjene reakcije i nuspojave kao što su zgrušavanje krvi i povećan rizik od infarkta miokarda.
- U drugu generaciju spadaju OHK koje sadrže: progestine norgestrel ili levonorgestrel; progestine noretisteron, noretisteron acetat, etinodiol acetat, norgestrel, levonorgestrel; ili norgestimat i <50 µg etinilestradiola. Kao najčešće neželjene nuspojave, korisnice su navodile pojavu akni, povećanje tjelesne mase i porast koncentracije kolesterola.
- Treća generacija sadrži progestine desogestrel ili gestoden te dezogestrel, gestoden ili norgestimat.
- OHK četvrte generacije sadrže progestin drospirenon ili drospirenon, dienogest i nomegestrol acetat. Zbog bitno manje koncentracije hormona u odnosu na prve oralne kontraceptive, danas su rizici i nuspojave bitno smanjeni.[8]

Uprava za hranu i lijekove (FDA) Sjedinjenih Američkih Država službeno je 23. lipnja 1960. godine odobrila prve kontracepcijske tablete, Enovid 10mg. Procjenjuje se da je 2019. godine oko 150 milijuna žena diljem svijeta koristilo OHK.
Viša stopa rodne ravnopravnosti u korelaciji je s prevalencijom upotrebe kontracepcije kod adolescenata i odraslih.

## Sigurnosne mjere
Kontracepcijske tablete nalaze se na Listi osnovnih lijekova Svjetske zdravstvene organizacije.
Liječnici prije uzimanja oralne hormonalne kontracepcije, uz ginekološki pregled, kao nužnost ističu i ultrazvučni pregled dojki, PAPA test i laboratorijske pretrage kojima se utvrđuju status krvne slike, šećer i masnoće u krvi, jetrene probe, rad mokraćnog sustava i bubrega te koagulogram. Kako oralni kontraceptivi utječu na procese koagulacije i metabolizam masnoća, ove parametre treba redovito kontrolirati, svakih šest mjeseci do najviše godinu dana.
Kontraindikacije za upotrebu uključuju cerebrovaskularne bolesti ili bolest koronarnih arterija, vensku trombozu, plućnu emboliju ili zatajenje srca, neliječenu hipertenziju, dijabetes s vaskularnim komplikacijama, rak dojke, sumnju na trudnoću, bolesti jetre, dob veću od 35 godina i pušenje.
Kontracepcijske tablete ne pružaju zaštitu od infekcije HIV-om (AIDS) ili bilo koje druge spolno prenosive bolesti.

## Nuspojave
Kod mladih i zdravih korisnica suvremenih, niskodoziranih kontracepcijskih tableta komplikacije su vrlo rijetke i postoji konsenzus da su »zdravstvene dobrobiti bilo koje metode kontracepcije daleko veće od rizika« te da su »svi rizici pilula niži od onih što ih stvaraju normalna trudnoća, debljina ili abortus«.
Tiijekom prvih par dva ciklusa primjene OHK tijelo se privikava na nove razine hormona, zbog čega se kod nekih žena pojavljuju nuspojave poput mučnine, glavobolje, napetosti u grudima i probojnog krvarenja. Kod većine korisnica nuspojave nestaju u prva tri mjeseca primjene, a ako ne nestanu ili se pojačaju, potrebno je savjetovati se s liječnikom.  
Žene koje dugoročno uzimaju kontracepcijske tablete mogu imati blago povećani rizik od razvoja venske tromboze, koji se povećava s dobi, u slučaju prekomjerne tjelesne težine ili ako je netko od bliskih krvnih srodnika imao krvne ugruške (trombozu). Dugotrajno uzimanje OHK povisuje rizik od raka grlića maternice, ali samo u žena pozitivnih na HPV.

## Nekontracepcijska upotreba
Osim što štiti od trudnoće, OHK ima i brojne pozitivne zdravstvene učinke: smanjuje trajanje i bolnost menstruacije, simptome sindroma policističnih jajnika, učestalost raka jajnika (zaštitni učinak primjećuje se već nakon šest mjeseci primjene), rizik nastanka izvanmaternične trudnoće, upalnih bolesti u zdjelici (otežavanjem ascenzije mikroorganizama u gornji dio spolnog sustava), raka debelog crijeva, osteoporoze i reumatoidnog artritisa. Također omogućuje preskakanje, odnosno odgađanje mjesečnog krvarenja.

## Priziv savjesti
Katolička Crkva i većina drugih vjerskih zajednica protive se upotrebi kontracepcijskih tableta. Dio liječnika i ljekarnika odbija propisati kontracepcijska sredstva zbog priziva savjesti. Liječnici u Hrvatskoj imaju pravo pozvati se na priziv savjesti te odbiti provođenje dijagnostike, liječenja i rehabilitacije pacijenta, ako se to ne kosi s pravilima struke te ako time ne uzrokuju trajne posljedice za zdravlje ili ne ugroze život pacijenta. O svojoj odluci dužni su pravodobno izvijestiti pacijenta te ga uputiti drugom liječniku iste struke.
Hrvatska Pravobraniteljica za ravnopravnost spolova upozorila je kako pravo na priziv savjesti ostvaruje zdravstveni djelatnik ili magistar farmacije individualno, a zdravstvene ustanove i ljekarne dužne su osigurati pružanje svih zdravstvenih i ljekarničkih usluga za koje su ovlaštene. To znači da su u slučaju priziva savjesti dijela svojih djelatnika dužne organizirati svoj rad na način da korištenje prava na priziv savjesti ne ometa rad zdravstvene ustanove ili ljekarne u cjelini i ne onemogućuje pristup pojedinim zdravstvenim uslugama.